# Lancia LC
Lancia LC se refiere a los prototipos de autos de carreras biplaza que fueron utilizados por Lancia en carreras de resistencia a partir de la temporada 1982 bajo las reglas del Grupo C recientemente introducidas por la FIA.

## Historia
En la temporada de 1982, entraron en arranque numerosos cambios de reglas en el Campeonato Mundial de Autos Deportivos, que reemplazaron los anteriores Grupos 1, 2, 4, 5 y 6 por los recién creados (y recientemente regulados) Grupos A, B y C. En el Grupo C, el consumo de combustible de los deportivos era limitado, pero el diseño del motor era casi arbitrario. Como marca campeona del mundo en 1980 y 1981, Lancia inicialmente no tenía ningún coche competitivo debido a estos cambios en el reglamento, ya que el Lancia Beta Montecarlo, el cual estaba muy modificado, ya no estaba permitido según el reglamento del Grupo 5. El peso mínimo autorizado de los vehículos del grupo C era de 800 kg, mientras que el del grupo 6 era de sólo 600 kg. Los deportivos del grupo 6 todavía podían competir en 1982 y no estaban sujetos al nuevo límite de combustible, lo que los convertía en favoritos para las victorias generales, pero sólo podían optar a puntos en el Campeonato Mundial de Pilotos y ya no en el Campeonato Mundial de Constructores.

## Lancia LC1
Lancia instaló rápidamente partes de la tecnología existente del Grupo 5 en dos deportivos abiertos construidos por Dallara y basados en las regulaciones del anterior Grupo 6 con un nuevo chasis ligero. Este chasis correspondía al diseño del monoposto de Fórmula 1 de la época, pero era más ancho para permitir la instalación de los dos asientos necesarios y pesaba sólo 55 kg, incluyendo la barra antivuelco. Para ahorrar aún más peso, el motor y la transmisión se diseñaron ahora como piezas portantes de la suspensión trasera. El coche, bautizado como Lancia LC1, alcanzaba un peso de 640 kg y, por lo tanto, era 140 kg más ligero que el Lancia Beta Montecarlo Turbo Grupo 5. A diferencia del Lancia Beta Montecarlo Turbo Grupo 5, el motor del LC1 está situado longitudinalmente y no transversalmente al eje del vehículo. Gracias al menor peso, el bajo consumo y la estabilidad de los acreditados motores del Grupo 5, también fue, al menos en teoría, un vehículo absolutamente ganador. El problema es que el motor turbo de cuatro cilindros, 1.4 litros y 16V se sobrecalentaba más fácilmente en un entorno más reducido y aerodinámico causando que nunca se lograra controlar.

## Lancia LC2
A partir del LC1, Lancia desarrolló el Lancia LC2 para la temporada 1983. El vehículo ha sido completamente rediseñado. Ahora un verdadero auto deportivo del Grupo C, el LC2/83 268C, era similar a su modelo anterior, pero ahora no era un vehículo abierto sino un vehículo cerrado. Inicialmente, el LC2 estaba propulsado por un motor biturbo de ocho cilindros con 32 válvulas y cuatro árboles de levas de Ferrari. La base técnica fue el motor del Ferrari 308. La cilindrada inicial del motor era de 2,6 litros; en 1984 se amplió a 3,0 litros. Esto aumentó el rendimiento de 700 a 800 CV. El bloque del motor y las culatas estaban fabricados en aluminio. Los turbocompresores procedían del fabricante KKK.

## Logros
La pole position en Monza y las victorias en Silverstone y Nürburgring hablaban por sí solas: al principio estaban por delante de sus competidores, que estaban desarrollando vehículos completamente nuevos: el Porsche 956 y el Ford C100. También se seleccionaron los pilotos: Riccardo Patrese, Michele Alboreto y Teo Fabi fueron tres pilotos activos de Fórmula 1, Piercarlo Ghinzani y los dos alemanes Rolf Stommelen y Hans Heyer. El objetivo era, por supuesto, el éxito en Le Mans, donde Porsche regresó de fábrica en 1981 y dominaría durante los años siguientes. En 1982, Lancia llegó a Sarthe con dos coches, con una gran ayuda económica de Martini & Rossi, el antiguo patrocinador de Porsche. El coche número 51, conducido por Alboreto, Stommelen y Fabi, se retiró después de 92 vueltas por un intercooler defectuoso. Al segundo coche con el número 50, conducido por Patrese, Ghinzani y Heyer, no le fue mucho mejor. Después de varias reparaciones, el vehículo se detuvo tras 152 vueltas en Mulsanne con un fallo importante en el motor.
El LC2 fue presentado por Lancia el 4 de abril de 1983, en la primera carrera de la nueva temporada, en Monza, e inmediatamente consiguió la pole con el piloto Piercarlo Ghinzani. En la segunda carrera en Silverstone, el LC2 de Riccardo Patrese logró el tiempo de vuelta más rápido. En 1983, Lancia volvió a ser vista en las 24 Horas de Le Mans . La Scuderia italiana Sivama Griffone y la Escuela Superior de Turismo Chardonnet francesa utilizan cada una un Lancia LC1/82. En realidad, son dos coches de fábrica del año anterior, sólo ligeramente modificados por la fábrica de Italia. Ambos vehículos llegaron a la meta, pero no fueron contados porque no había suficiente distancia. Los tres vehículos fallaron al principio de la carrera de Le Mans. Salida número 4, conducida por Fabi, Alboreto y Nannini en la vuelta 27, con un fallo en el embrague. El número 5, conducido por Alboreto, Ghinzani y Heyer, tuvo que ser aparcado tras 127 vueltas con daños irreparables en el suministro de combustible. El número 6, Barilla, Nannini y Andruet, rodó un poco más y fue eliminado tras 137 vueltas por fallo de motor.
Los coches podían ser bonitos y rápidos, pero no estaban perfectamente preparados. El motor de Ferrari necesitaba demasiado combustible, era demasiado pesado y demasiado susceptible a las vibraciones. Estaba claro que nunca podría soportar el calvario de 24 horas con casi el 80 % de la carga completa en esta línea de alta velocidad. Lancia quedó segundo en la clasificación general al final de la temporada de 1983, a 32 puntos de Porsche.
Sin embargo, Lancia volvió a intentarlo en 1984, ahora con el LC2/84, un paso evolutivo. Esta vez en Le Mans, con tres coches en la salida, el C 2 de Bob Wollek y Alessandro Nannini logró la octava plaza. Los otros dos volvieron a abandonar antes de tiempo. El LC2 ganó la carrera de Kyalami en 1984 y al final de esa temporada volvió a alcanzar el segundo puesto en la clasificación general detrás de Porsche. En 1985 llegó el LC3 (o LC2-85). Ambos coches oficiales cruzaron la bandera a cuadros en Le Mans y Lancia finalizó sus carreras oficiales en sexto y séptimo lugar. Ni siquiera en la temporada 1985 el Lancia LC2 logró superar a Porsche en la clasificación general. Esta vez Lancia sólo consiguió la segunda plaza, con 58 puntos.
Sorprendentemente, las variantes del Lancia LC siguieron apareciendo en Le Mans en los años siguientes. Un LC2/88, utilizado por Dollop Racing en 1988, y un Lancia LC2/SP 90 Spyder, en 1990 para Mussato Action Cars. Ninguno de los dos vio la bandera a cuadros. La última vez que se vio un LC2 fue en Le Mans en 1991. El Veneto Equipe utilizó este coche que ya tiene siete años. Aunque llegaron a la meta, sólo habían completado 111 vueltas y, por tanto, no estaban clasificados.